# Upplands runinskrifter 678
Upplands runinskrifter 678 är en runsten som nu står vid Skoklosters kyrka i Skoklosters socken, Uppland. Dess ursprungliga plats är okänd. 

## Stenen
Stenen som är formhuggen består av blågrå, glimmerrik gnejs och den är ristad på både fram- och baksidan. Ristningen som är signerad av Fot anses enligt en teori vara äldre än hans aktiva period. Anledningen är att de ståtliga ryttarbilderna delvis går i Vendelstil och en jämförelse är de utsmyckningar som förekommer i gravfynd från Vendel eller Valsgärde, vilka inte skulle passa in i Fots övriga produktion. Vissa forskare har därför menat att en redan ornerad sten skulle ha blivit återanvänd av Fot, ett förslag som dock inte kan stämma, eftersom både korset och de horisontella runbanden är typiska detaljer för just Fot. Stenen som tidigare varit inmurad i Skoklosters kyrka är nu placerad utanför på en gräsmatta mellan kyrkan och vattnet. Den från runor translittererade och översatta inskriften följer nedan:

## Inskriften
Translitterering av runraden:
antuitr × auk × kulaifr × auk × kunar × auk × haursi × auk × rulaifʀ × litu [×] rai(s)[a] × s(t)[ain × a](t) × þorþ × faþur × sin fotr × hiuk × runaʀ
Normalisering till runsvenska:
Andvettr ok Gullæifʀ ok Gunnarr ok Horsi ok ʀolæifʀ letu ræisa stæin at Þorð, faður sinn. Fotr hiogg runaʀ.
Översättning till nusvenska:
Andvätt och Gullev och Gunnar och Horse och Rolev läto resa stenen efter Tord, sin fader. Fot högg runorna.

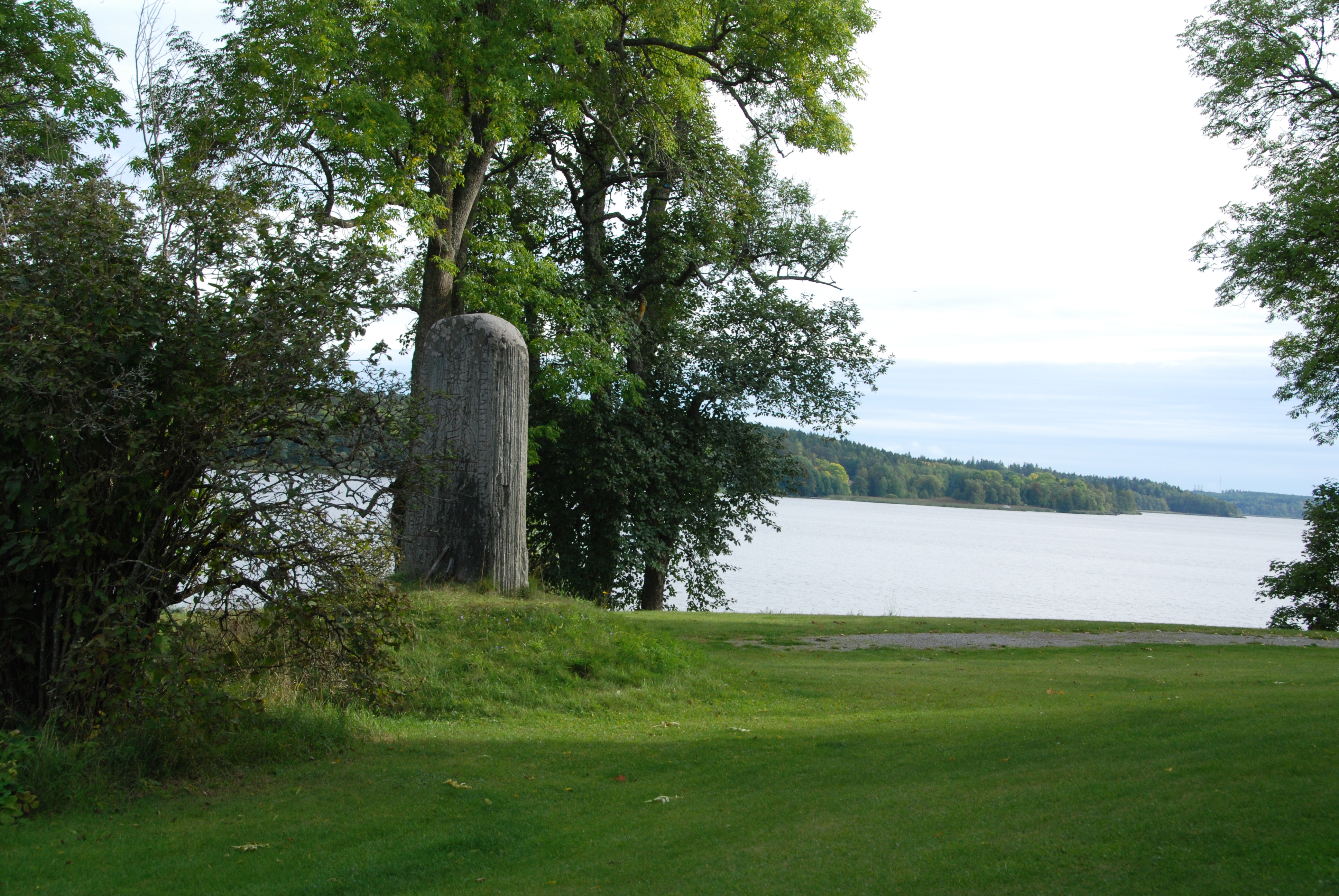
Runstenen strax öster om Skoklosters kyrka

Stenens Tord har av Sveriges förste riksantikvarie Johan Bure (1568-1652), gett upphov till hans egen tolkning av Thord i Byr.
Stenen är torrengjord och etanolbehandlad år 2022.